# Ą̈̌
Ą̈̌ (minuscule : ą̈̌), appelé A tréma caron ogonek, est une lettre latine utilisée dans l’écriture du han ou du tutchone du Sud.
Il s’agit de la lettre A diacritée d’un tréma, d’un caron et d’un ogonek.

## Représentations informatiques
Le A tréma caron ogonek peut être représenté avec les caractères Unicode suivants : 
- composé et normalisé NFC (latin étendu A, diacritiques) :

| formes    | représentations | chaînes de caractères | points de code       | descriptions                                                         |
| --------- | --------------- | --------------------- | -------------------- | -------------------------------------------------------------------- |
| capitale  | Ą̈̌               | Ą◌̈◌̌                   | U+0104 U+0308 U+030C | lettre majuscule latine a ogonek diacritique tréma diacritique caron |
| minuscule | ą̈̌               | ą◌̈◌̌                   | U+0105 U+0308 U+030C | lettre minuscule latine a ogonek diacritique tréma diacritique caron |

- décomposé et normalisé NFD (latin de base, diacritiques) :

| formes    | représentations | chaînes de caractères | points de code              | descriptions                                                                     |
| --------- | --------------- | --------------------- | --------------------------- | -------------------------------------------------------------------------------- |
| capitale  | Ą̈̌               | A◌̨◌̈◌̌                  | U+0041 U+0328 U+0308 U+030C | lettre majuscule latine a diacritique ogonek diacritique tréma diacritique caron |
| minuscule | ą̈̌               | a◌̨◌̈◌̌                  | U+0061 U+0328 U+0308 U+030C | lettre minuscule latine a diacritique ogonek diacritique tréma diacritique caron |